# Dahlum
Dahlum è un comune tedesco di 751 abitanti, situato nel land della Bassa Sassonia.
Appartiene al circondario (Landkreis) Wolfenbüttel (targa WF).